# Vita da Carlo
Vita da Carlo è una serie televisiva italiana, distribuita inizialmente da Prime Video il 5 novembre 2021, con protagonista il regista e attore Carlo Verdone, che interpreta se stesso. In totale sono 4 stagioni.

## Trama
L'immagine pubblica di Carlo è quella di un uomo generoso e sempre disponibile: a chi gli chiede selfie per strada, autografi negli autogrill, Carlo non si nega mai. Il prezzo di questa costante ribalta è una vita privata estremamente frugale, scandita da ritmi sempre uguali, quasi come una prigione. O una commedia.

## Personaggi e interpreti

### Personaggi principali
- Carlo Verdone (stagione 1-in corso), interpretato da se stesso.
- Max Tortora (stagioni 1-2), interpretato da se stesso.
È l'amico e collega di Carlo.
- Annalisa (stagione 1), interpretata da Anita Caprioli.
È una farmacista che è affascinata da Carlo.
- Sandra (stagione 1-in corso), interpretata da Monica Guerritore.
È la ex moglie di Carlo.
- Chicco (stagione 1-in corso), interpretato da Antonio Bannò.
È l'ex fidanzato della figlia di Carlo, presenza troppo ingombrante in casa sua.
- Maddalena (stagione 1-in corso), interpretata da Caterina De Angelis.
È la figlia di Carlo.
- Annamaria (stagione 1-in corso), interpretata da Maria Paiato.
È la storica donna di servizio di Carlo.
- Giovanni (stagione 1-in corso), interpretato da Filippo Contri.
È il figlio di Carlo.
- Gustavo Signoretti (stagione 1), interpretato da Andrea Pennacchi.
È il presidente del partito.
- Sangiovanni (stagione 2), interpretato da se stesso.
È l'attore scelto per interpretare Carlo da giovane nel suo film autobiografico.
- Sofia (stagione 2-in corso), interpretata da Stefania Rocca.
Un'affascinante e avventurosa scrittrice.
- Maccio Capatonda (stagione 3-in corso), interpretato da se stesso.
È il nuovo vicino di casa di Carlo.

### Personaggi secondari
- Ovidio Cantalupo, interpretato da Stefano Ambrogi (stagioni 1-in corso).
È un volgare produttore al quale Carlo è contrattualmente vincolato.
- Rosa Esposito (stagione 1-in corso), interpretata da Giada Benedetti.
È la paziente assistente di Carlo.
- Ivana (stagioni 1-2), interpretata da Claudia Potenza.
È l'insoddisfatta compagna di Max Tortora.
- Lucio Nuchi (stagione 1), interpretato da Pietro Ragusa.
È un regista che progetta un film di Carlo.
- Roberto D'Agostino (stagioni 1, 3), interpretato da se stesso.
- Massimo Leoni (stagioni 1, 3), interpretato da se stesso.
- Fabio Traversa (stagione 2), interpretato da se stesso.
È risentito nei confronti di Carlo per il vecchio ruolo di Fabris nel film Compagni di scuola.
- Gianfranco Senaldi (stagione 2), interpretato da Augusto Zucchi.
È un ammiraglio in pensione vicino di casa di Carlo.
- Ludovica Martino (stagione 2), interpretata da se stessa.
È l'attrice scelta per interpretare Maria Effe, la protagonista femminile del film autobiografico di Carlo.
- Giuliana Pandolfi (stagione 2), interpretata da Sofia Bisacchi.
È l'attrice che sostituisce Ludovica nel ruolo di Maria Effe.
- Alice (stagione 2), interpretata da Teresa Castello.
È la segretaria di produzione del film di Carlo.
- Adalberto Castiglioni Cantini (stagione 2), interpretato da Corrado Solari.
È il maggiordomo assunto da Sandra per sostituire Annamaria.
- Deborah (stagione 3), interpretata da Demetra Bellina.
È la fidanzata di Giovanni.
- Thomas (stagione 3), interpretato da Giovanni Esposito.
È il consulente di Carlo al Festival di Sanremo.
- Eva (stagione 3), interpretata da Aida Flix.
È una ragazza spagnola assunta da Carlo come babysitter.
- Lucio Corsi (stagione 3), interpretato da se stesso.
È un cantautore indipendente che Carlo vuole convincere a partecipare a Sanremo.
- Madre di Maccio (stagione 3), interpretata da Lucia Sardo.
- Gianna Nannini (stagione 3), interpretata da se stessa.
È autrice di un brano per un cantante emergente che cerca di fare accettare da Carlo a Sanremo.
- Ema Stokholma (stagione 3), interpretata da se stessa.
È la co-conduttrice del Festival di Sanremo voluta da Carlo.
- Gioia Soderini (stagione 3), interpretata da Mascia Musy.
È la direttrice generale della rete televisiva.
- Il reclutatore (stagione 3), interpretato da Riccardo Sinibaldi.
- Greta (stagione 3), interpretata da Miriam Galanti.
È un'autrice del team creativo di Carlo per il Festival di Sanremo.
- Diego (stagione 3), interpretato da Radu Murarasu.
- Rodrigo (stagione 3), interpretato da Luca Guastini.

### Guest
- Alessandro Haber (stagione 1), interpretato da se stesso.
- Antonello Venditti (stagione 1), interpretato da se stesso.
- Beniamino (stagione 1), interpretato da Lorenzo Renzi.
È l'autista che accompagna Carlo e Max allo stadio.
- Virgilio (stagione 1), interpretato da Rocco Papaleo.
È un colto spacciatore di medicinali di contrabbando all'EUR.
- Morgan (stagione 1), interpretato da se stesso.
- Stefania Pinna (stagione 1), interpretata da se stessa.
- Cesare Sarracino (stagione 1), interpretato da Paolo Calabresi.
È un aspirante scrittore che tenta di ricattare Carlo.
- Rossella Brescia (stagione 1), interpretata da se stessa.
- Massimo Ferrero (stagione 1), interpretato da se stesso.
- Christian De Sica (stagione 2), interpretato da se stesso.
- Marika Cantalupo (stagione 2), interpretata da Nina Pons.
È la figlia del produttore Cantalupo.
- Maria De Filippi (stagione 2), interpretata da se stessa.
- Gabriele Muccino (stagione 2), interpretato da se stesso.
- Claudia Gerini (stagione 2), interpretata da se stessa.
- Zlatan Ibrahimović (stagione 2), interpretato da se stesso.
- Maria (stagione 2), interpretata da Mita Medici.
È la persona reale che ha ispirato il personaggio di Maria Effe.
- Serena Dandini (stagione 3), interpretata da se stessa.
- Don Vincenzo (stagione 3), interpretato da Luis Molteni.
- Ernesto Assante (stagione 3), interpretato da se stesso.
- Zucchero (stagione 3), interpretato da se stesso.
- Gianni Morandi (stagione 3), interpretato da se stesso.
- Luisa Mariani (stagione 3), interpretata da se stessa.
- Francesco Motta (stagione 3), interpretato da se stesso.
- Nino D'Angelo (stagione 3), interpretato da se stesso.
- Betty Senatore (stagione 3), interpretata da se stessa.

## Episodi
| Stagione         | Episodi | Pubblicazione |
| ---------------- | ------- | ------------- |
| Prima stagione   | 10      | 2021          |
| Seconda stagione | 10      | 2023          |
| Terza stagione   | 10      | 2024          |

## Produzione
Dopo che la prima stagione era stata pubblicata su Prime Video, la seconda stagione è stata pubblicata su Paramount+ il 15 settembre 2023. Nello stesso giorno, viene annunciato il rinnovo per la terza stagione, disponibile sulla stessa piattaforma dal 16 novembre 2024. Prima ancora dell’uscita della terza stagione iniziano le riprese della quarta e ultima stagione prevista per fine 2025. Nella quarta stagione vi sarà anche Alvaro Vitali nel suo ultimo lavoro da attore poiché morirà dopo pochi mesi, e avrebbe dovuto partecipare anche Eleonora Giorgi, ma per motivi di salute l'attrice dovette rinunciare.

## Riconoscimenti
- Nastri d'argento - Grandi Serie
  - 2022 – Nastro Speciale Original a Carlo Verdone[16]
  - 2022 – Premio Biraghi - Serie a Caterina De Angelis e Antonio Bannò
  - 2022 – Miglior attrice non protagonista a Monica Guerritore
  - 2022 – Miglior attore non protagonista a Max Tortora
  - 2022 –  Candidatura alla miglior serie TV
  - 2025 – Candidatura alla miglior serie TV - Commedia[17]
  - 2025 – Candidatura alla migliore attrice non protagonista a Maria Paiato
- Italian Global Series Festival
  - 2025 – Candidatura alla miglior serie comedy[18]
  - 2025 – Candidatura alla miglior regia in una serie comedy a Carlo Verdone, Valerio Vestoso
  - 2025 – Candidatura alla miglior sceneggiatura in una serie comedy a Carlo Verdone, Pasquale Plastino, Luca Mastrogiovanni
  - 2025 – Candidatura alla miglior attrice protagonista in una serie comedy a Stefania Rocca